# جوان فرنسيس
جوان فرنسيس (1921 بويلينغتون في نيوزيلندا - 23 يوليو 1961 بلور هوت في نيوزيلندا) (بالإنجليزية: Joan Francis)‏ هي لاعبة كريكت نيوزلندية. شاركت مع منتخب نيوزيلندا الوطني للكريكت.

## وصلات خارجية
- جوان فرنسيس على موقع إي آس بي آن كريك إنفو (الإنجليزية)